# Quand je n'aime plus je m'en vais
Singles de Dalida
Americana Danza
Quand je n'aime plus je m'en vais est une chanson de Dalida sortie en 1981. La chanson est un des derniers singles disco de la chanteuse dans les années 1980.
Dalida a également enregistré une version espagnole de cette chanson sous le titre de Si el amor se acaba me voy.

## Adaptations et reprises
En 1982, Cher reprend la chanson sous le titre "Rudy" pour l'album I Paralyze]. Les paroles sont adaptées en anglais.